# أمين أباد (دابوي الجنوبي)
أمین أباد (بالفارسية: امین‌آباد) هي قرية تقع في إيران في قسم دابوي الجنوبی الريفي.